# Mumia Niania
Mumia Niania (fr. Momie Au Pair, 1999–2000) – francusko-niemiecki serial animowany, który emitowany był dawniej na kanale Polsat. 

## Opis fabuły
Serial opowiada o dwójce zbuntowanych nastoletnich dzieci, którymi opiekuje się 5000 letnia mumia imieniem Nil.

## Bohaterowie
- Nil – za życia była czarodziejką, jednak nie umiała panować nad swoimi mocami, przez co ukradła cień Trist-O-Tisa, a potem, przez niewłaściwie rzucone zaklęcie, została przemieniona w mumię i uwięziona w grobowcu. Po 5000 latach archeolodzy wydobyli jej sarkofag i przewieźli go do Europy. Tam poznała swoich podopiecznych.
- Alex
- Capucine
- Akeltonton
- Julien
- Calamar
- Delphine
- Patch et Pataques

## Spis odcinków
| N/o            | Polski tytuł | Francuski tytuł                       |
| -------------- | ------------ | ------------------------------------- |
|                |              |                                       |
| SERIA PIERWSZA |              |                                       |
|                |              |                                       |
| 01             |              | Momie au saut du lit                  |
|                |              |                                       |
| 02             |              | Week-end chez Akeltonton              |
|                |              |                                       |
| 03             |              | Un cercueil pour deux                 |
|                |              |                                       |
| 04             |              | Une fête monstre                      |
|                |              |                                       |
| 05             |              | Le caméléon sacré                     |
|                |              |                                       |
| 06             |              | L'affaire du diadème                  |
|                |              |                                       |
| 07             |              | La soucoupe est pleine                |
|                |              |                                       |
| 08             |              | Mic mac à Cap Carnaval                |
|                |              |                                       |
| 09             |              | Lever de rideau                       |
|                |              |                                       |
| 10             |              | Quand dire Aton ?                     |
|                |              |                                       |
| 11             |              | Roméo et bandelettes                  |
|                |              |                                       |
| 12             |              | Plage, coquillage et sarcophage       |
|                |              |                                       |
| 13             |              | Panse-moi, je rêve !                  |
|                |              |                                       |
| 14             |              | Toc Model                             |
|                |              |                                       |
| 15             |              | Le dégel de la momie                  |
|                |              |                                       |
| 16             |              | La comédie au sous-sol                |
|                |              |                                       |
| 17             |              | Camping aux trois vallées             |
|                |              |                                       |
| 18             |              | Embrouilles et Pataquès               |
|                |              |                                       |
| 19             |              | Panique à Epoustoufland               |
|                |              |                                       |
| 20             |              | Tohu bahut                            |
|                |              |                                       |
| 21             |              | Happy burger to you                   |
|                |              |                                       |
| 22             |              | Petits chaussons et grosses pointures |
|                |              |                                       |
| 23             |              | Sauvez le président !                 |
|                |              |                                       |
| 24             |              | Tous en chaîne                        |
|                |              |                                       |
| 25             |              | Pleins feux sur la momie              |
|                |              |                                       |
| 26             |              | Chassé-croisé                         |
|                |              |                                       |